# Orihove, Solone
Orihove (în ucraineană Оріхове) este un sat în comuna Mîkilske-na-Dnipri din raionul Solone, regiunea Dnipropetrovsk, Ucraina.

## Demografie
Componența lingvistică a localității Orihove
     Ucraineană (94,82%)
     Rusă (4,97%)
Conform recensământului din 2001, majoritatea populației localității Orihove era vorbitoare de ucraineană (94,82%), existând în minoritate și vorbitori de rusă (4,97%).